# 캐럴라인 러프킨
캐럴라인 러프킨(Caroline Lufkin, 1981년 1월 9일 ~ )은 일본 출신의 일렉트로니카 아티스트 겸 싱어 송 라이터로, 오키나와현 출신이다. 포스트 록밴드 마이스 퍼레이드의 현 멤버이다. 언니는 올리비아로 싱어 송 라이터로 활동중이다.

## 약력
- 2003년, 보스톤에 있는 버클리 음악대학을 졸업후 일본으로 이주
- 2005년, 첫 싱글 『Where's My Love?』을 발표
- 2006년, 첫 앨범 『Murmurs』을 발표

## 음반정보

### 앨범
- Murmurs (2006년)
- Murmurs Mixes (2008년, 통신한정 앨범)
- Verdugo Hills (2011년)

### 싱글
- Where's My Love? (2005년)
- Sunrise (2006년)